# Bzip2
bzip2 é um algoritmo e um software compactador de arquivos. Sua licença é livre e de código aberto (open source), podendo ser melhor desenvolvido para fins próprios. Seu desenvolvedor é Julian Seward, tendo começado seu trabalho com este projeto em 1996, porém vindo somente a ficar popular no ano 2000.

## Eficiência de Compressão
Bzip2 comprime a maioria dos formatos de arquivos de maneira mais eficiente do que o tradicional gzip, de Jean-loup Gailly e Mark Adler, ou Zip, de Phil Katz, porém de forma mais lenta. Desta maneira é claramente similar aos algoritmos de compressão de gerações recentes. O programa não tem recursos para trabalhar com múltiplos arquivos, criptografia ou divisão de arquivos, no tradicional UNIX conta-se com utilitário de separação/divisão externa de arquivos, como o formato TAR (Tape Archive) e GnuPG, para essas tarefas.